# Гайсборо (графство, Новая Шотландия)
Гайсборо — графство в канадской провинции Новая Шотландия. Графство является переписным районом, но не является административной единицей провинции. В административном плане на территории расположено четыре муниципальных образования: два округа Гайсборо и Сент-Мэрис и два города Кансо и Малгрейв.

## География
Графство расположено на востоке полуострова Новая Шотландия. С юго оно омывается Атлантическим океаном, а с северо-востока — водами залива Чедобакта и пролива Кансо, который отделяет территорию полуострова от острова Кейп-Бретон. На западе расположено графство Галифакс, на севере графства Пикту (в западной части) и Антигониш (в восточной).
По территории графства не проходят автодороги провинциального значения, но есть ряд дорог, управляемых графством, основными из которых являются магистрали 7 и 16 и коллекторы 211, 276, 316, 344, 347, 348 и 374.

## История
В 1836 году часть графства Сидни (в настоящее время графство Антигониш) была выделена в отдельное графство Гайсборо. Графство получило название по своему административному центру, который в свою очередь был назван в честь сэра Гая Карлтона. В 1840 году в составе графства был образован округ Сент-Мэрис. Границы графства уточнялись в 1863 году (с графством Галифакс), 1866 году (с графством Пикту), 1875 году (снова с графством Галифакс). В 1913 году уточнялась и размечалась на карте граница между округами Гайсборо и Сент-Мэрис внутри графства.

## Население
Для нужд статистической службы Канады графство разделено на два округа и два города.
| Название   | Оригинальное название | Статус | Площадь  | Население |
| ---------- | --------------------- | ------ | -------- | --------- |
| Гайсборо   | Guysborough           | Округ  | 2 111,42 | 4 681     |
| Сент-Мэрис | St. Mary's            | Округ  | 1 909,59 | 2 587     |
| Кансо      | Canso                 | Город  | 5,42     | 911       |
| Малгрейв   | Mulgrave              | Город  | 17,81    | 879       |